# Verdicchio di Matelica

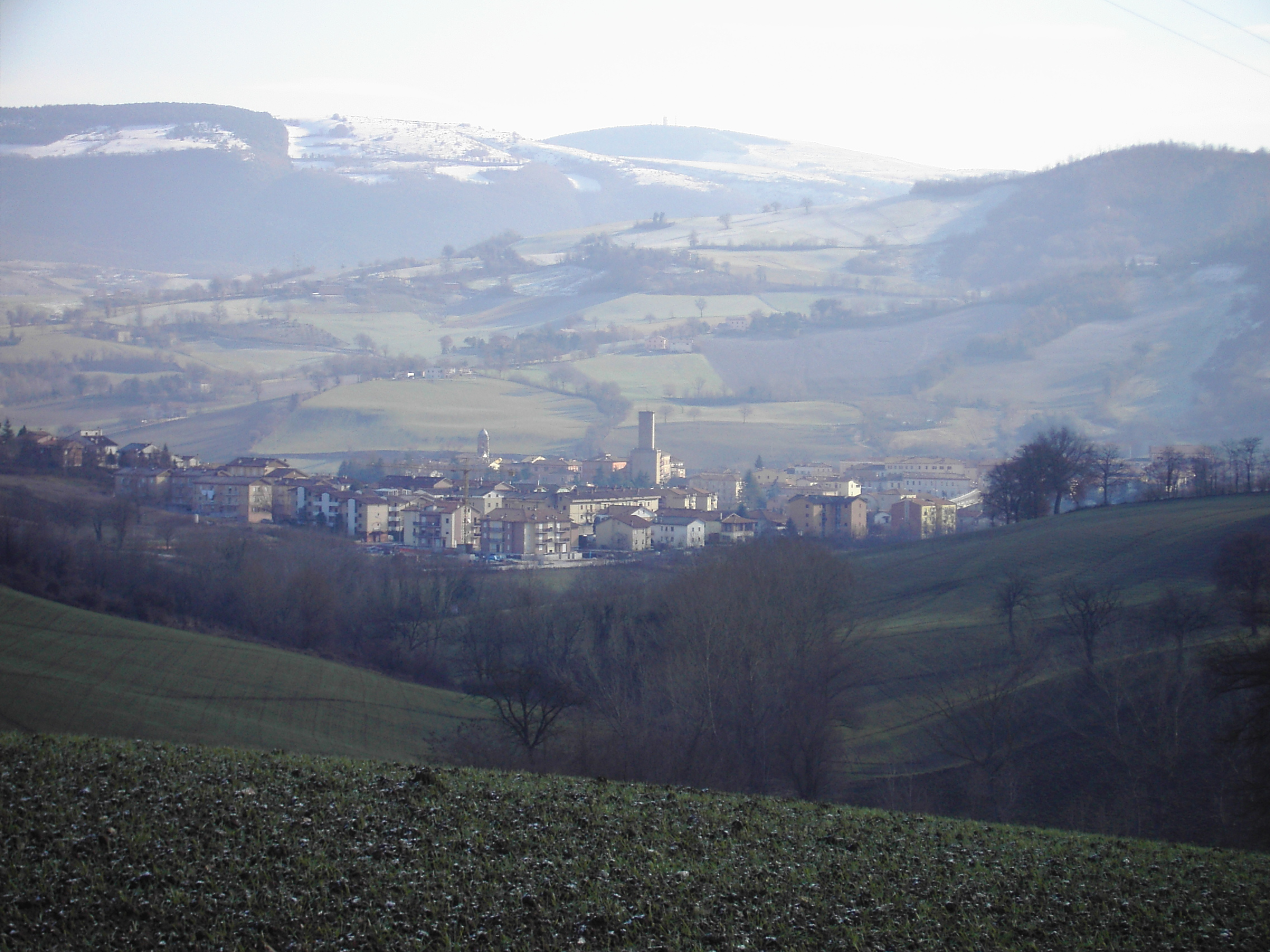
La zone de production près de Castelraimondo

Le Verdicchio di Matelica est un vin blanc italien de la région Marches doté d'une appellation DOC depuis le 21 juillet 1967. Seuls ont droit à la DOC les vins blancs récoltés à l'intérieur de l'aire de production définie par le décret. 

## Aire de production
Les vignobles autorisés se situent dans les provinces d'Ancône et de Macerata dans les communes de Matelica, Esanatoglia, Gagliole, Castelraimondo, Camerino et Pioraco en province de Macerata ainsi qu'en partie dans les communes de Cerreto d'Esi et Fabriano, en province d'Ancône.

## Caractéristiques organoleptiques
- couleur : jaune paille
- odeur : caractéristique, délicat, frais avec des arômes de pêche
- saveur : sec, frais, légèrement amer (amarognolo)

Le Verdicchio di Matelica se déguste à une température comprise entre 7 et 9 °C.  Il se gardera 1 - 2  ans.

## Production
Province, saison, volume en hectolitres :
- Ancône  (1990/91)  1413,0
- Ancône  (1991/92)  1488,0
- Ancône  (1992/93)  1781,0
- Ancône  (1993/94)  1055,0
- Ancône  (1994/95)  547,0
- Ancône  (1995/96)  1341,05
- Ancône  (1996/97)  1239,05
- Macerata  (1990/91)  12026,28
- Macerata  (1991/92)  13158,04
- Macerata  (1992/93)  17145,45
- Macerata  (1993/94)  11550,22
- Macerata  (1994/95)  13528,09
- Macerata  (1995/96)  14442,2
- Macerata  (1996/97)  9822,82